# 20081 Occhialini
20081 Occhialini este un asteroid din centura principală de asteroizi.

## Descriere
20081 Occhialini este un asteroid din centura principală de asteroizi. A fost descoperit pe 12 martie 1994 la Cima Ekar de Vittorio Goretti și Maura Tombelli. Asteroidul prezintă o orbită caracterizată de o semiaxă mare de 2,45 ua, o excentricitate de 0,09 și o înclinație de 7,6° în raport cu ecliptica.